# Acanthotetilla celebensis
Acanthotetilla celebensis är en svampdjursart som beskrevs av de Voogd och van Soest 2007. Acanthotetilla celebensis ingår i släktet Acanthotetilla och familjen Tetillidae. Inga underarter finns listade i Catalogue of Life.